# Pt1
Pt1 – parowóz pośpieszny pruskiej serii P10. W latach 1922–1927 w zakładach Borsig wyprodukowano 260 parowozów. Parowozy zostały zwrócone w 1956 roku kolejom NRD.
Parowozy eksploatowane w NRD zostały zrekonstruowane i przemianowane na Baureihe 22.